# 8 Pułk Piechoty (brytyjski)
8 pułk piechoty – oddział piechoty brytyjskiej.
Sformowany jako Princess Anne of Denmark's Regiment of Foot w 1685 roku. Od 1751 roku 8 Królewski pułk piechoty Królewski (King's).
Brał udział w niemal wszystkich ważniejszych starciach wojny o hiszpańską sukcesję, wojny o austriacką sukcesję, wojny siedmioletniej, amerykańskiej wojny o niepodległość, rewolucyjnych i napoleońskich.

## Bitwy pułku
Z bitew w których walczyli żołnierze tego pułku należy wymienić takie jak:

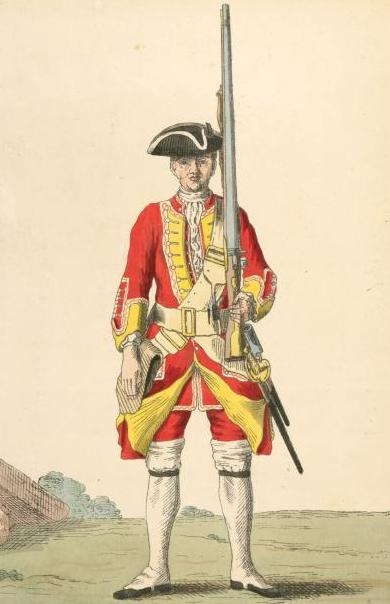
Żołnierz 8 pułku piechoty (1742)

- bitwa pod Schellenberg (1704)
- bitwa pod Blenheim (1704)
- bitwa pod Ramillies
- bitwa pod Oudenarde (1708)
- bitwa pod Scheriffmuir (1715)
- bitwa pod Dettingen (1743)
- bitwa pod Fontenoy (1745)
- bitwa pod Roucoux (1746)
- bitwa pod Warburgiem (1760)